# Scyphostelma trianae
Scyphostelma trianae är en oleanderväxtart som först beskrevs av Rudolf Schlechter, och fick sitt nu gällande namn av Liede och Meve. Scyphostelma trianae ingår i släktet Scyphostelma och familjen oleanderväxter. Inga underarter finns listade i Catalogue of Life.